# I'm a Bluesman
I'm a Bluesman è un album di Johnny Winter, pubblicato dalla Virgin Records nel giugno del 2004.
Il disco fu registrato al Room 9 From Outer Space di South Boston ed al Carriage House Studios di Stamford, Connecticut (Stati Uniti).

## Tracce
1. I'm a Bluesman – 4:11 (Paul Nelson, Scott Spray)
2. Cheatin' Blues – 3:21 (Tom Hambridge)
3. I Smell Smoke – 3:56 (Jon Tiven, Sally Tiven, Roger Reale)
4. Lone Wolf – 3:29 (Tom Hambridge)
5. So Much Love – 3:21 (Jon Paris)
6. The Monkey Song – 6:12 (Ken Howell)
7. Shake Down – 3:59 (Scott Spray)
8. Sweet Little Baby – 2:46 (Johnny Winter)
9. Pack Your Bags – 4:01 (Paul Nelson, Scott Spray)
10. Last Night – 3:10 (Freddie Scott, Jon Tiven, Roger Reale)
11. That Wouldn't Satisfy – 4:07 (Hop Wilson)
12. Sugar Coated Love – 3:58 (Jay Miller)
13. Let's Start All Over Again – 4:25 (Johnny Winter, James Montgomery)

## Musicisti
I'm a Bluesman
- Johnny Winter - chitarra, voce
- Paul nelson - chitarra ritmica
- Scott Spray - basso elettrico
- Wayne June - batteria

Cheatin' Blues
- Johnny Winter - chitarra, voce
- Tom West - hammond B-3
- Mike Welch - chitarra ritmica
- Brad Hallen - basso elettrico
- Tom Hambridge - batteria

I Smell Smoke
- Johnny Winter - chitarra, voce
- Reese Wynans - tastiere
- Mike Welch - chitarra ritmica
- Tommy MacDonald - basso elettrico
- Tom Hambridge - batteria, percussioni

Lone Wolf
- Johnny Winter - chitarra elettrica slide, voce
- Sal Baglio - chitarra ritmica
- Tommy MacDonald - basso elettrico
- Tom Hambridges - batteria, accompagnamento vocale

So Much Love
- Johnny Winter - chitarra, voce
- James Montgomery - armonica
- Scott Spray - basso elettrico
- Wayne June - batteria

The Monkey Song
- Johnny Winter - chitarra, voce
- James Montgomery - armonica
- Paul Nelson - chitarra ritmica
- Scott Spray - basso elettrico
- Wayne June - batteria

Shake Down
- Johnny Winter - chitarra, voce
- Paul nelson - chitarra ritmica
- Scott Spray - basso elettrico
- Wayne June - batteria

Sweet Little Baby
- Johnny Winter - chitarra elettrica slide, voce
- Scott Spray - basso elettrico
- Wayne June - batteria

Pack Your Bags
- Johnny Winter - chitarra, voce
- Paul Nelson - chitarra ritmica
- Scott Spray - basso elettrico
- Wayne June - batteria

Last Night
- Johnny Winter - chitarra, voce
- James Montgomery - armonica
- Paul Nelson - chitarra ritmica
- Wayne June - batteria

That Wouldn't Satisfy
- Johnny Winter - chitarra acustica slide, voce

Sugar Coated Love
- Johnny Winter - chitarra, voce
- Scott Spray - basso elettrico
- Tom Hambridge - batteria

Let's Start All Over Again
- Johnny Winter - chitarra, voce
- James Montgomery - armonica
- Scott Spray - basso
- Wayne June - batteria